# Amadej (herb szlachecki)
Amadej (Amadei, Amadey, Amadejowa, Hamadaj, Hamadej, Hamadejowa, Hamadziej, Homadziej, Orlek, Orłek, Orłek bez ogona) – polski herb szlachecki, noszący zawołania Hamadaj, Hamadej oraz Sokola. Alfred Znamierowski pisze iż herb przybył z Włoch przez Węgry.

## Opis herbu
W polu czerwonym orzeł srebrny (biały) bez ogona (orełek)/turul/ w lewo z koroną złotą i toczenicą złotą w dziobie. W klejnocie pięć piór strusich. Labry czerwone, podbite srebrem.

## Najwcześniejsze wzmianki
Herb z XIV wieku. Zapis z 1402 roku.

## Herbowni
Lista herbownych w artykule sporządzona została na podstawie wiarygodnych źródeł, zwłaszcza klasycznych i współczesnych herbarzy. Należy jednak zwrócić uwagę na częste zjawisko przypisywania rodom szlacheckim niewłaściwych herbów, szczególnie nasilone w czasie legitymacji szlachectwa przed zaborczymi heroldiami, co zostało następnie utrwalone w wydawanych kolejno herbarzach. Identyczność nazwiska nie musi oznaczać przynależności do danego rodu herbowego. Przynależność taką mogą bezspornie ustalić wyłącznie badania genealogiczne.
Pełna lista herbownych nie jest dziś możliwa do odtworzenia, także ze względu na zniszczenie i zaginięcie wielu akt i dokumentów w czasie II wojny światowej (m.in. w czasie powstania warszawskiego w 1944 spłonęło ponad 90% zasobu Archiwum Głównego w Warszawie, gdzie przechowywana była większość dokumentów staropolskich). Lista nazwisk znajdująca się w artykule pochodzi z Herbarza polskiego, Tadeusza Gajla (22 nazwiska). Występowanie na liście nazwiska nie musi oznaczać, że konkretna rodzina pieczętowała się herbem Amadej. Często te same nazwiska są własnością wielu rodzin reprezentujących wszystkie stany dawnej Rzeczypospolitej, tj. chłopów, mieszczan, szlachtę. Jest to jednakże dotychczas najpełniejsza lista herbownych, uzupełniana ciągle przez autora przy kolejnych wydaniach Herbarza. Tadeusz Gajl wymienia następujące nazwiska uprawnionych do używania herbu Amadej:
Amadej, Bobolicki, Grad, Gronostaj, Jankowski, Kosiński, Kozanecki, Kozubski, Łagiewnicki, Maierhoffer, Msurowski, Mszaniecki, Mzurowski, Pruszkowski, Ptak, Suskrajewski, Suskrajowski, Suskrojowski, Walewski, Węgrzynowicz, Włostowski, Żyzmowski.
Według Siarhieja Rybčonaka, herbem Amadej pieczętują się także osoby o nazwisku:
Assanowicz.
Łącznie: 23 nazwiska.